# Vittorio Gleijeses
Vittorio Gleijeses (Napoli, 5 settembre 1913 – Napoli, 24 aprile 2001) è stato uno storico, paroliere e giornalista pubblicista italiano.

## Biografia
Per oltre trent'anni svolse indagini storiche su vari aspetti, luoghi, tradizioni e personaggi della storia di Napoli e del Mezzogiorno d'Italia, su quartieri, architetture, tradizioni gastronomiche della città di Napoli e del suo territorio.
Pur essendo molto popolare al grande pubblico, non abdicò mai al rigore storiografico, ponendo le basi per una nuova ricerca della verità storica.
Autore molto prolifico, collaborò anche col quotidiano partenopeo Il Mattino.
Nel 1974 gli venne conferito il Premio di Cultura della Presidenza del Consiglio dei ministri per la saggistica.
Come paroliere scrisse i testi di alcune canzoni in napoletano, tra cui Basta ammore pe campa' , classificatasi al quinto posto al Festival di Napoli 1958 nell'interpretazione di Giacomo Rondinella e Nick Pagano; è lo zio del drammaturgo e regista Geppy Gleijeses e dell'attrice Marilù Prati.

## Pubblicazioni
- Nun 'o ssaie musica di V. Gleijeses; versi di Salvatore Gaetani, Napoli, 1963
- Questa è Napoli, Napoli, 1967
- La Piazza del Plebiscito in Napoli, Napoli, 1968
- Spaccanapoli e i decumani, Cava de' Tirreni, 1969
- La Piazza Mercato in Napoli, Napoli, 1969
- Il borgo di Chiaja, Napoli, 1970
- La piazza Dante in Napoli, Napoli, 1970
- La Piazza San Gaetano in Napoli, Napoli, 1970
- Napoli nostra e le sue storie: con una lettera di Adriano Falvo, Napoli, 1971
- Piccola storia del carnevale, Napoli, 1971
- La Piazza del Gesù Nuovo in Napoli, Napoli, 1971
- La regione Campania: storia ed arte, Napoli, 1972
- Feste farina e forca, Napoli, 1972
- Il teatro e le maschere, Napoli, 1972
- Gli amori della regina Giovanna, Firenze, 1973 (insieme a Lidia Boccia Gleijeses)
- La nuova guida storica, artistica, monumentale, turistica di Napoli e dintorni, Napoli, 1973
- Castelli in Campania, Napoli, 1973
- La Piazza del Municipio in Napoli ovvero il Largo del Castello, Napoli, 1973
- La storia di Napoli dalle origini ai giorni nostri, Napoli, 1974
- Carlo di Borbone, re di Napoli, Napoli, 1976
- A Napoli si diceva così: (detti e proverbi), Napoli, 1976
- Napoli nostra e nuove storie, Napoli, 1977
- A napoli si mangia così, Napoli, 1977
- I Proverbi di Napoli, Napoli, 1978
- Chiese e palazzi della città di Napoli, Napoli, 1978
- Giovanna 1. d'Angio, regina di Napoli, Napoli, 1978 (insieme a Lidia Boccia Gleijeses)
- Il Colle di San Martino a Napoli: il Museo e la Certosa, Castel Sant'Elmo, Napoli, 1979
- Buon Natale amici miei: il Natale nel mondo, Napoli, 1979
- Il napoletano in cucina, Napoli, 1979 (insieme a Lidia Boccia Gleijeses)
- Napoli e la civiltà della Campania, Napoli, 1979
- Ville e palazzi vesuviani, Napoli, 1980
- Spaccanapoli e il Centro Storico, Cava de' Tirreni, 1983
- Napoli attraverso i secoli, Napoli, 1985
- La provincia di Napoli: storia ed arte, Napoli, 1987
- Il Natale nel mondo, Napoli, 1987
- Don Carlos, Napoli, 1988
- Chiaja: un quartiere storico napoletano tra miti e leggende, Napoli, 1989
- Napoli dentro e Napoli fuori, Napoli, 1990
- Il carnevale in Italia, Napoli, 1990
- La regina Giovanna d'Angiò, Napoli, 1990 (insieme a Lidia Boccia Gleijeses)
- Ferdinando IV re di Napoli, Napoli, 1991
- Le regali delizie in terra vesuviana, Napoli, 1992
- Antiche dimore storiche artistiche nella regione Campania, Napoli, 1998